# Ichneumon devinctor
Ichneumon devinctor es una especie de insecto del género Ichneumon de la familia Ichneumonidae del orden Hymenoptera.

Fue descrita en el año 1825 por Say.
Se encuentra en Norteamérica.